# أولاد كنون
أولاد كنون هو فرع من فروع قبيلة بني مسارة، الواقعة شرق مدينة وزان المغربية، ويشتمل هذا الفرع على المداشر الآتية:
- الزواقين
- القيطون
- الجزيرة
- الحلويين
- وكرار
- دبوز
- مخافة
- خراشيش
- الخرفان.

## التسمية
أطلق هذا الاسم على هذا الفرع، لإن معظم سكانه ينتسبون إلى «سيدي أحمد بن يوسف بن (كنون) بن عمران» دفين قرية بوبريح بقبيلة بني زولي. وهم أبناء عمومة الشرفاء الدرقاويين.
وقد إنتسب الكونيين إلى «سيدي محمد بودرقة» بدلا من جده «سيدي أحمد بن يوسف».